# 等覚寺 (宇和島市)
等覚寺（とうがくじ）は、愛媛県宇和島市に所在する寺院である。山号は龍華山（りゅうげさん）。宗派は臨済宗妙心寺派。本尊は釈迦如来。大隆寺と並んで宇和島藩主伊達家の菩提寺である。

## 概要
宇和島市街地の南東部に位置する。宇和島藩初代藩主伊達秀宗が母の菩提を弔うために江戸時代初期の元和4年（1618年）に建立した。建立当初は母親の法号から白雲山龍泉寺と呼ばれた。宇和島藩主の菩提寺は母親や藩主の法号からその名がついているため、領民には寺院を山号で呼ばせた。
万治4年（1658年）秀宗が没し、墓所が造営されると浄妙山等覚寺と改称された。その後、山号は宝永7年（1710年）に龍華山に改められた。
現在の山門は1894年に再建されている。
2013年3月18日に、1902年3月に製作され、大隆寺と同じく銅版画の原板が発見された。

## 伊達家墓所
本堂に向かって左側にある西墓所と、本堂裏側を通り右側にある東墓所に分かれている。また、西墓所の隣には家臣団の墓地がある。東西墓所に埋葬されている藩主・一族は次の通り。

### 西墓所
- 伊達秀宗（初代）：殉死者の墓4基が並ぶ（後述）。
- 伊達村年（4代）
- 伊達宗実（秀宗長男）
- 三保姫（3代伊達宗贇正室）
- 佳子（9代伊達宗徳正室）
- 孝子（伊達宗徳継室）
- 伊達政宗供養塔
- 伊達秀宗生母供養塔

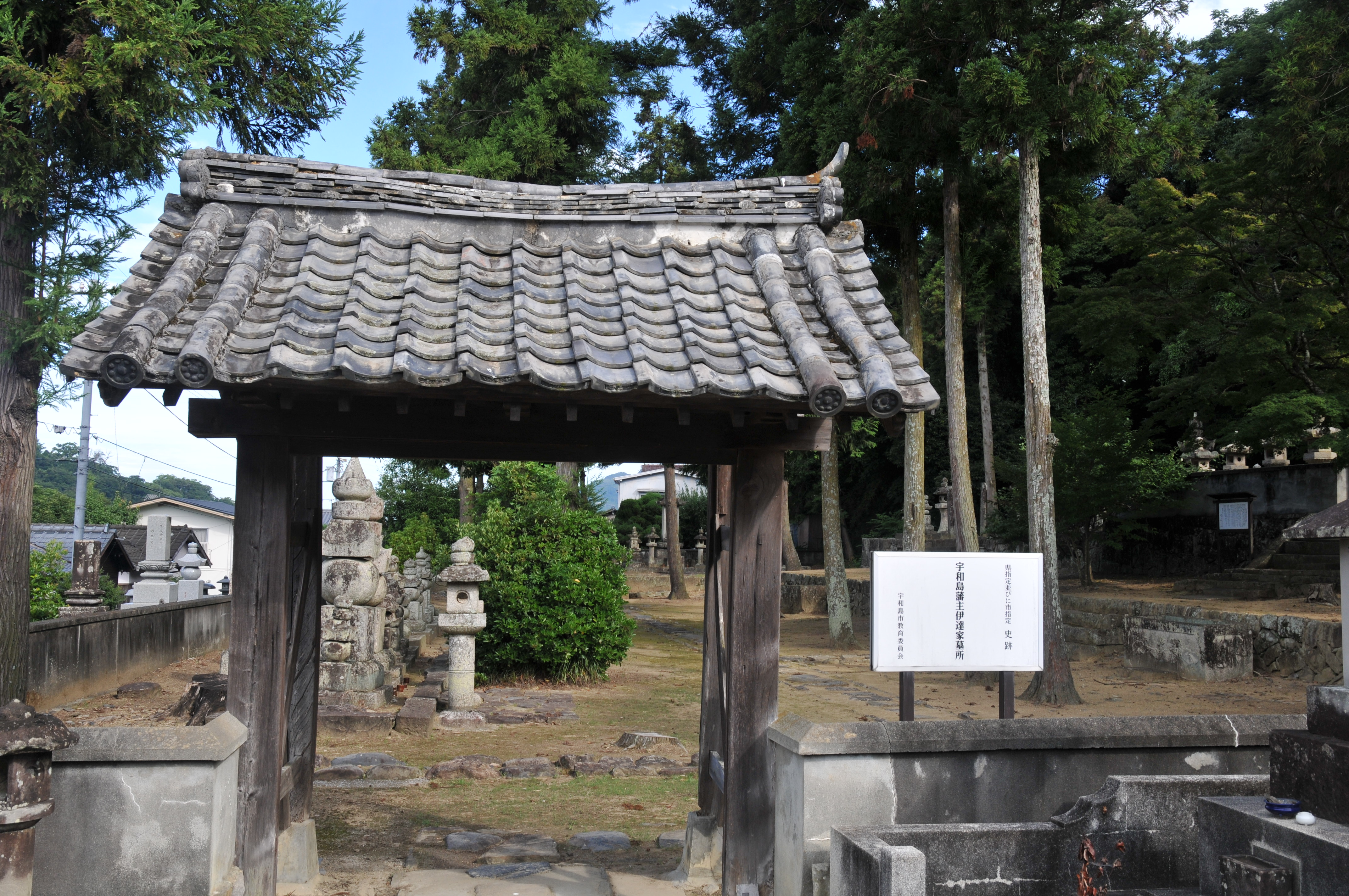
西墓所入口
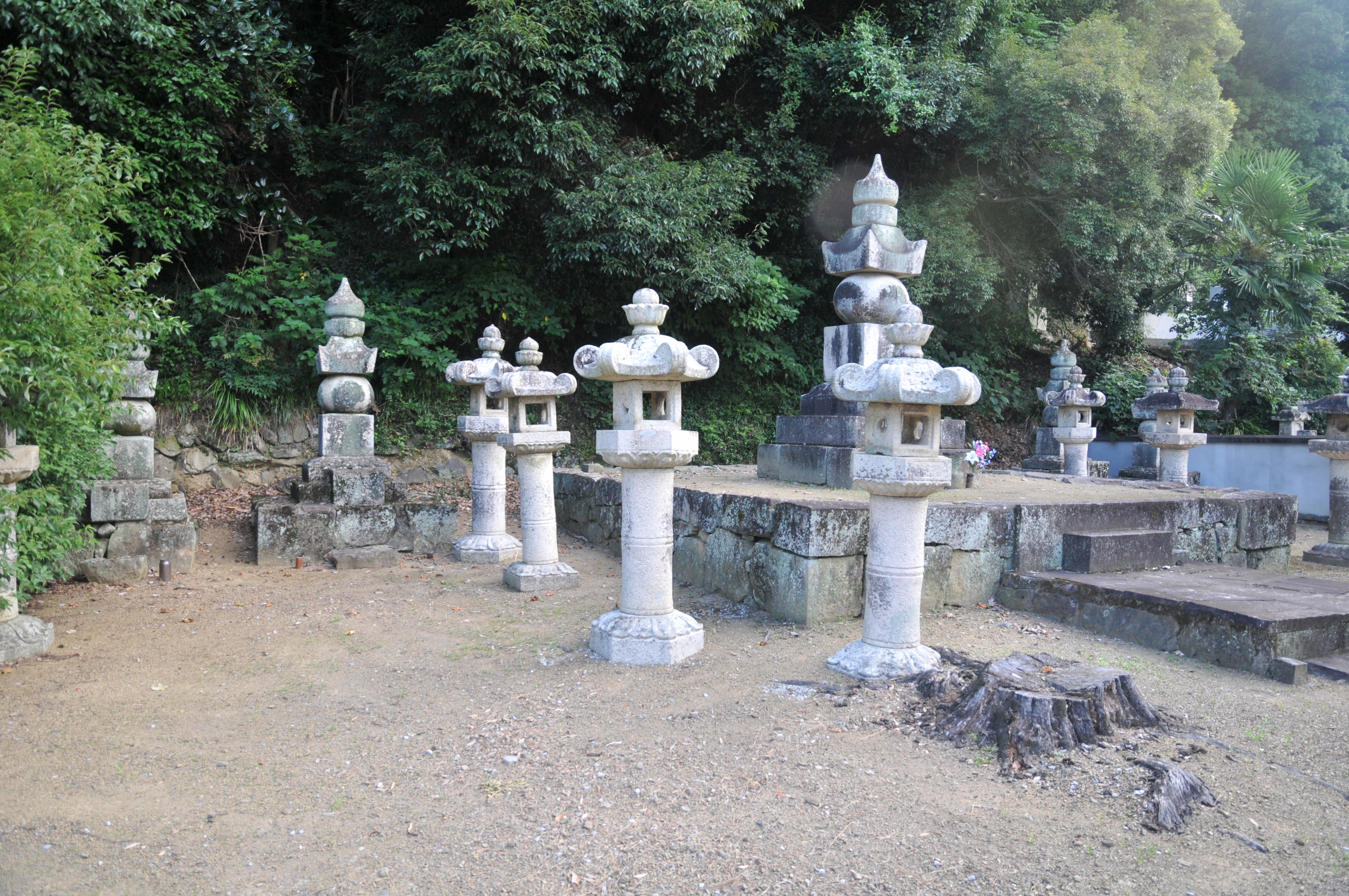
伊達秀宗と殉死者の墓
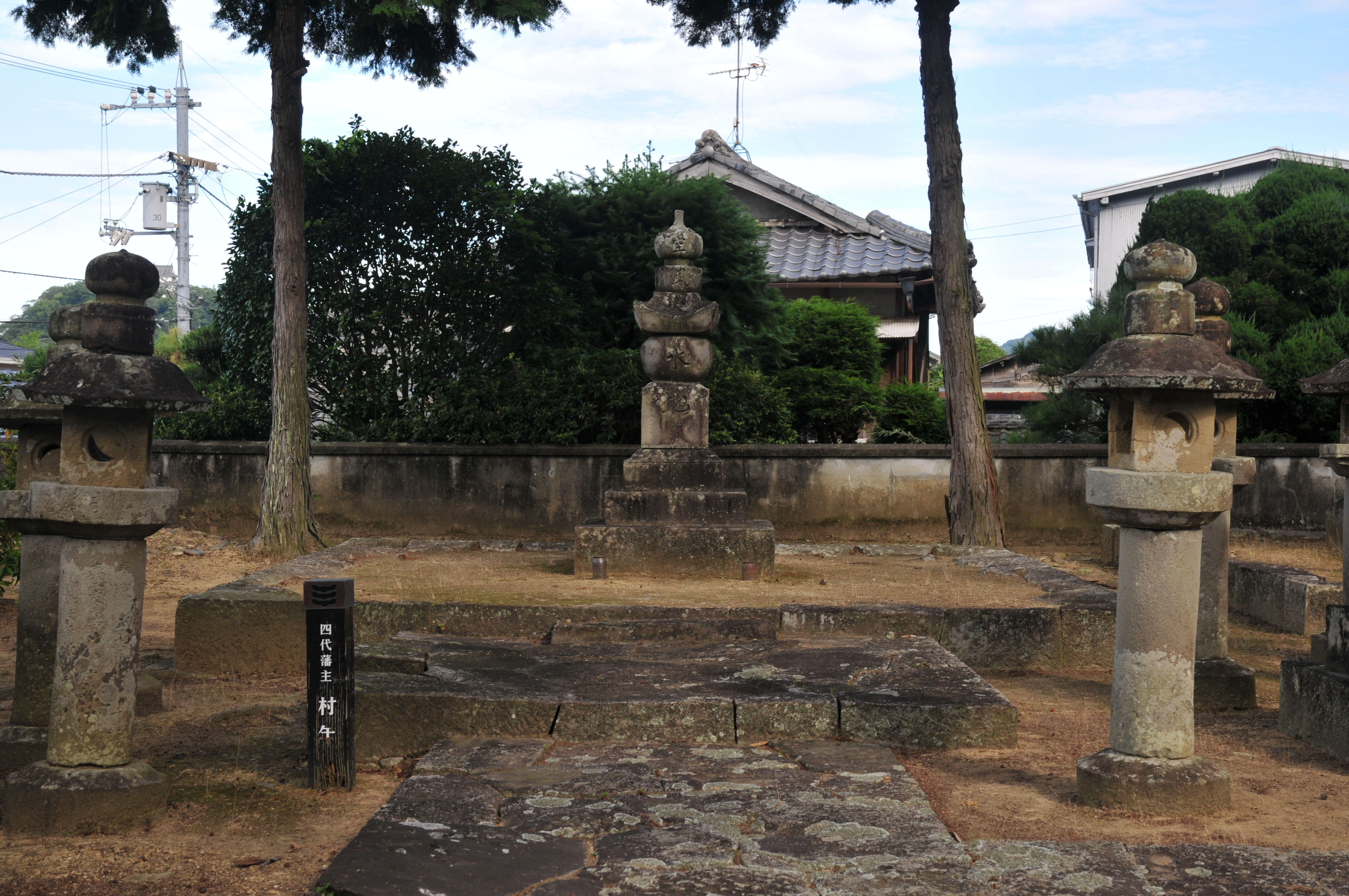
伊達村年の墓
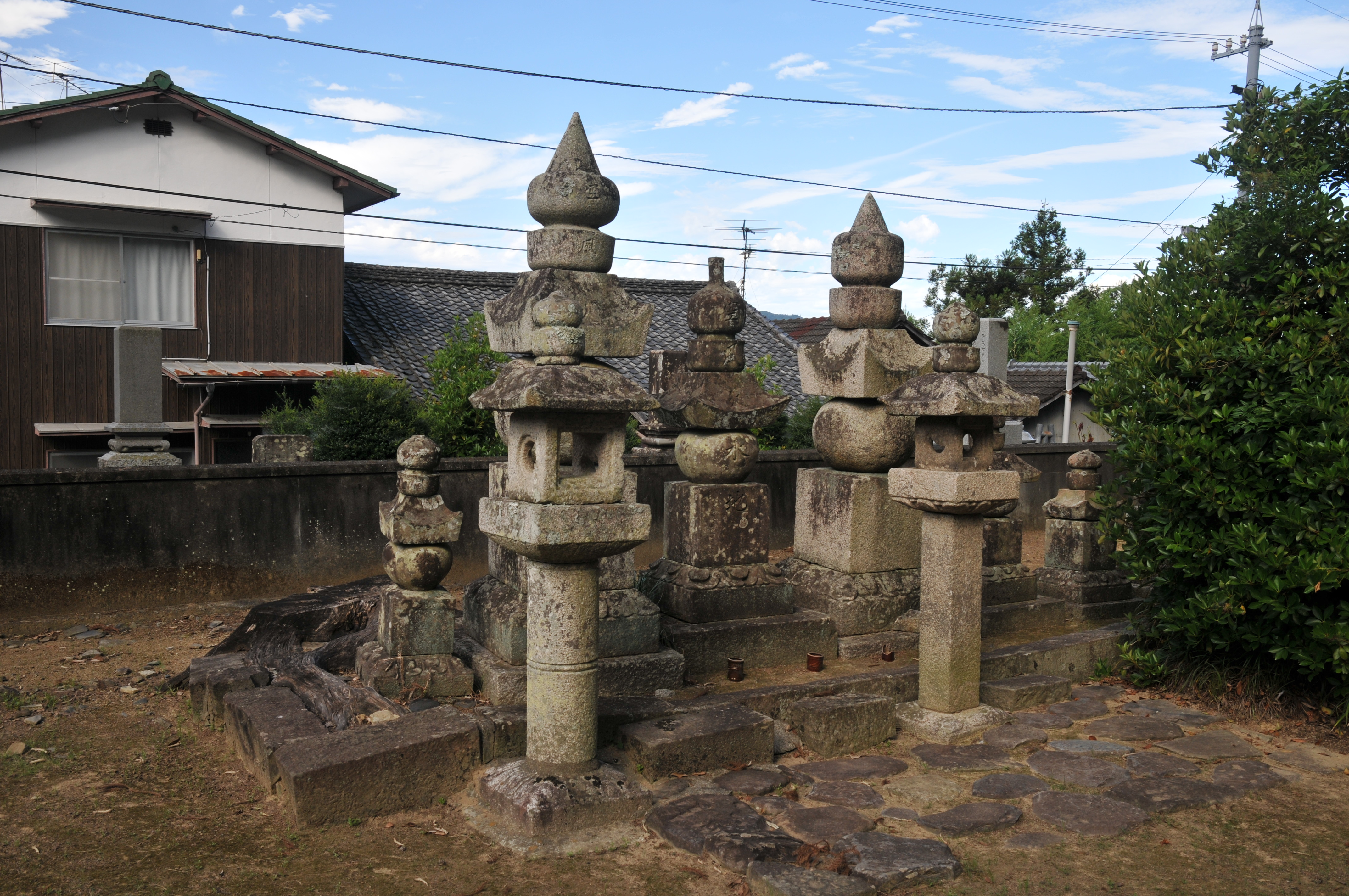
伊達政宗・秀宗生母供養塔、伊達宗実墓

### 東墓所
- 伊達宗利（2代）
- 伊達宗贇（3代）
- 伊達村寿（6代）
- 順子（村寿正室）
- 伊達宗城（8代）
- 猶子（益子・宗城正室）
- 伊達宗陳（10代当主）

2代、3代の墓は他に較べ小さい。これはかつて廟となっており建屋で被われていたからである。

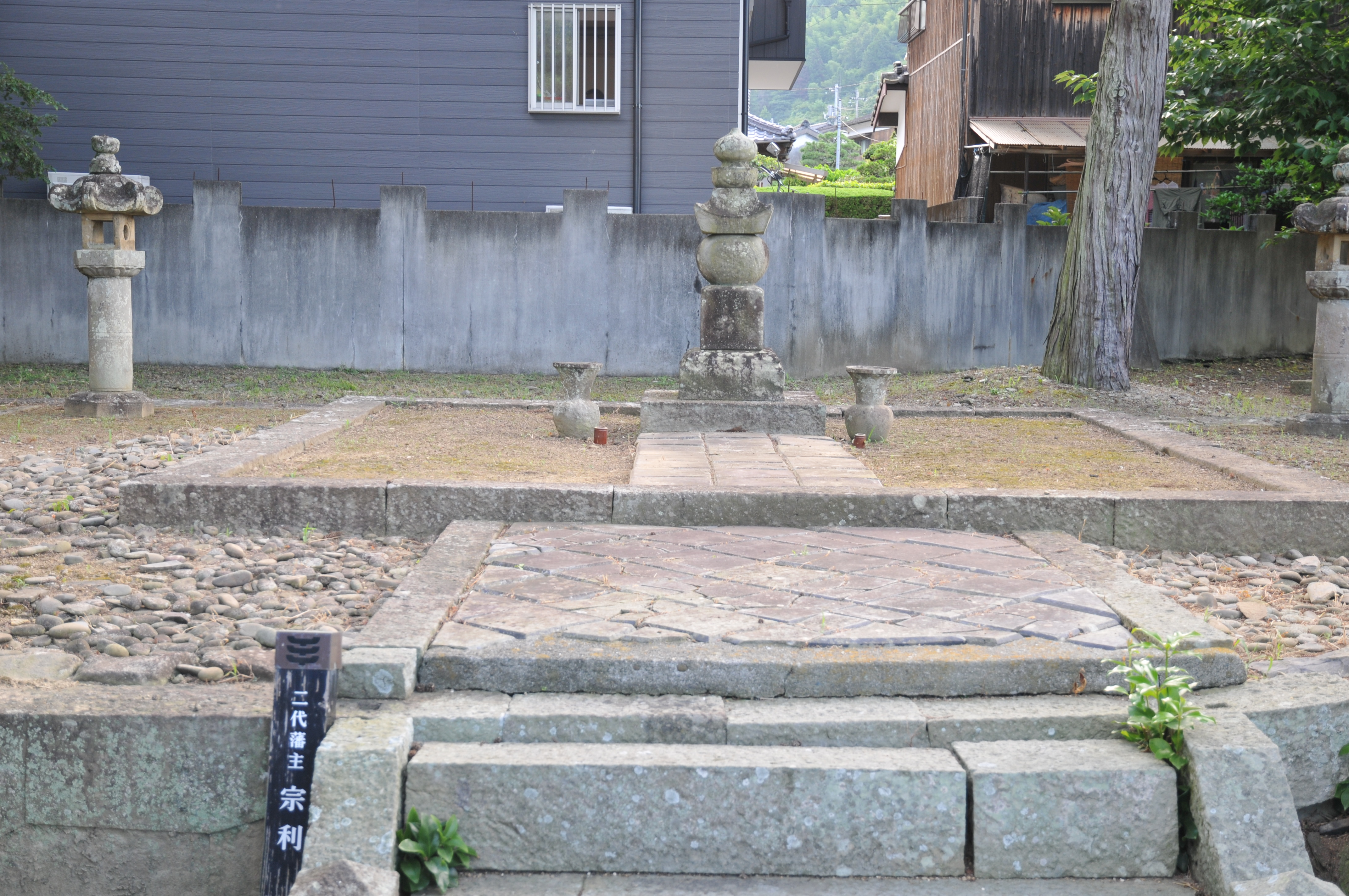
伊達宗利の墓
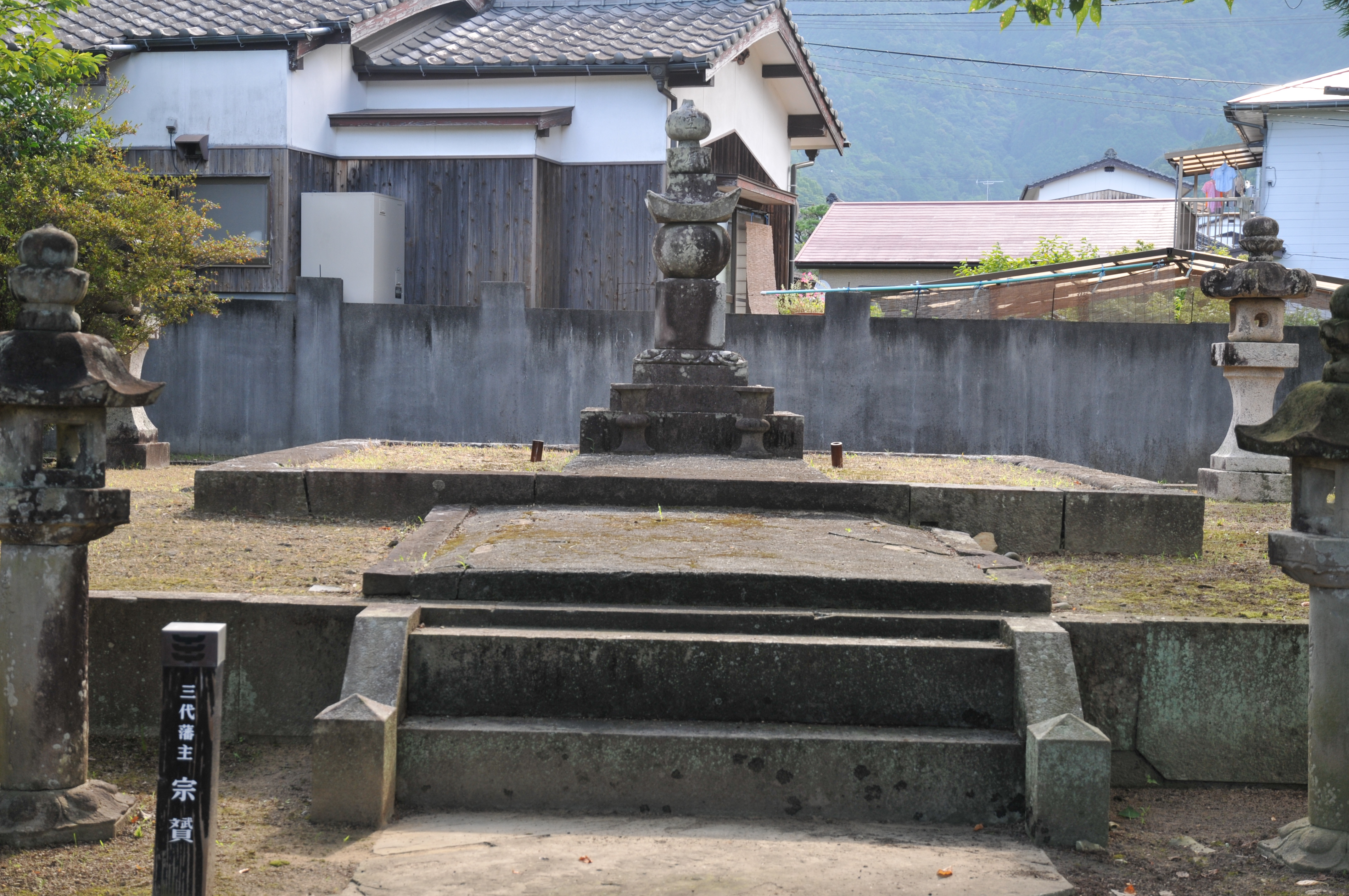
伊達宗贇の墓
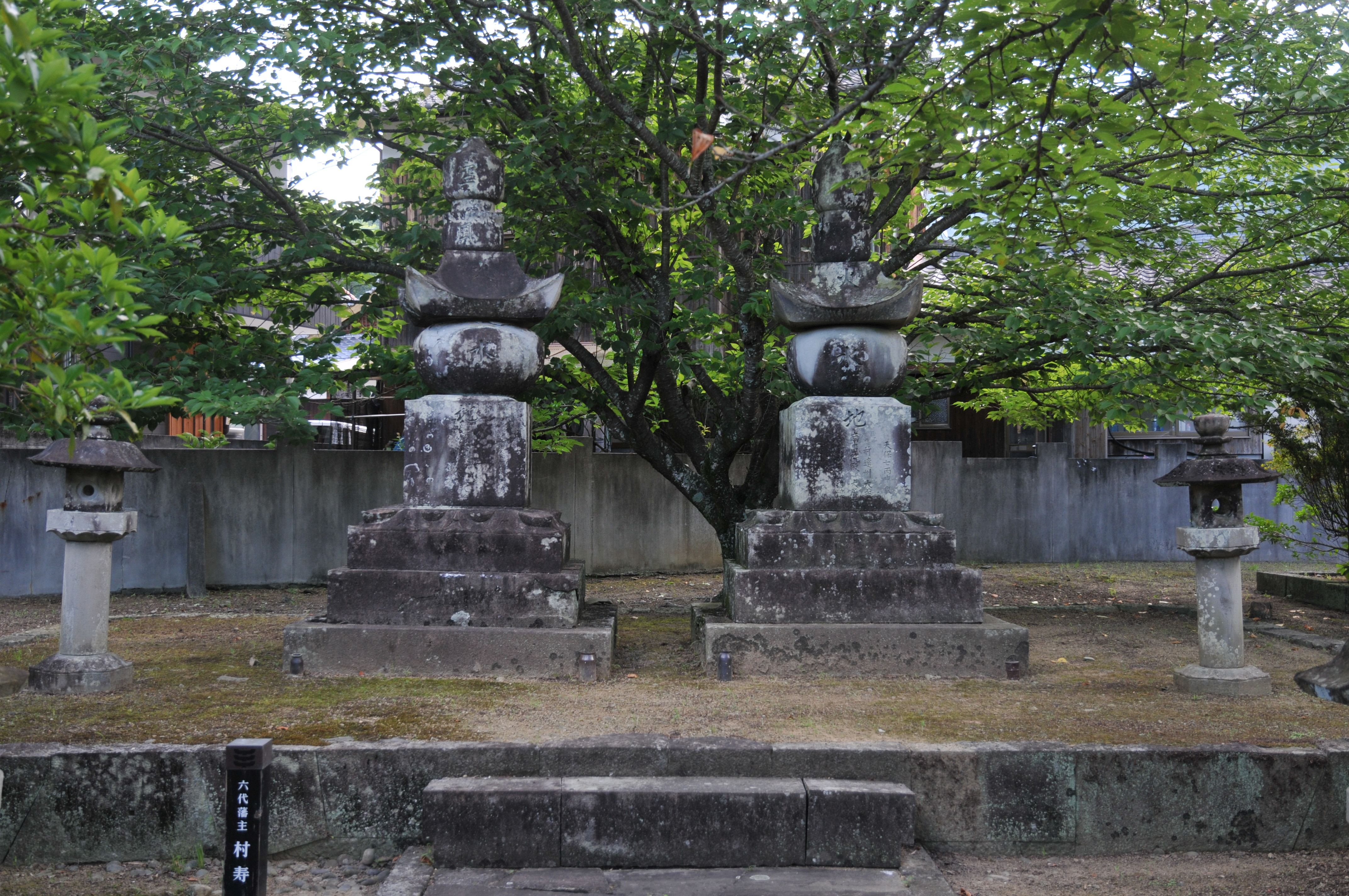
伊達村寿夫妻の墓
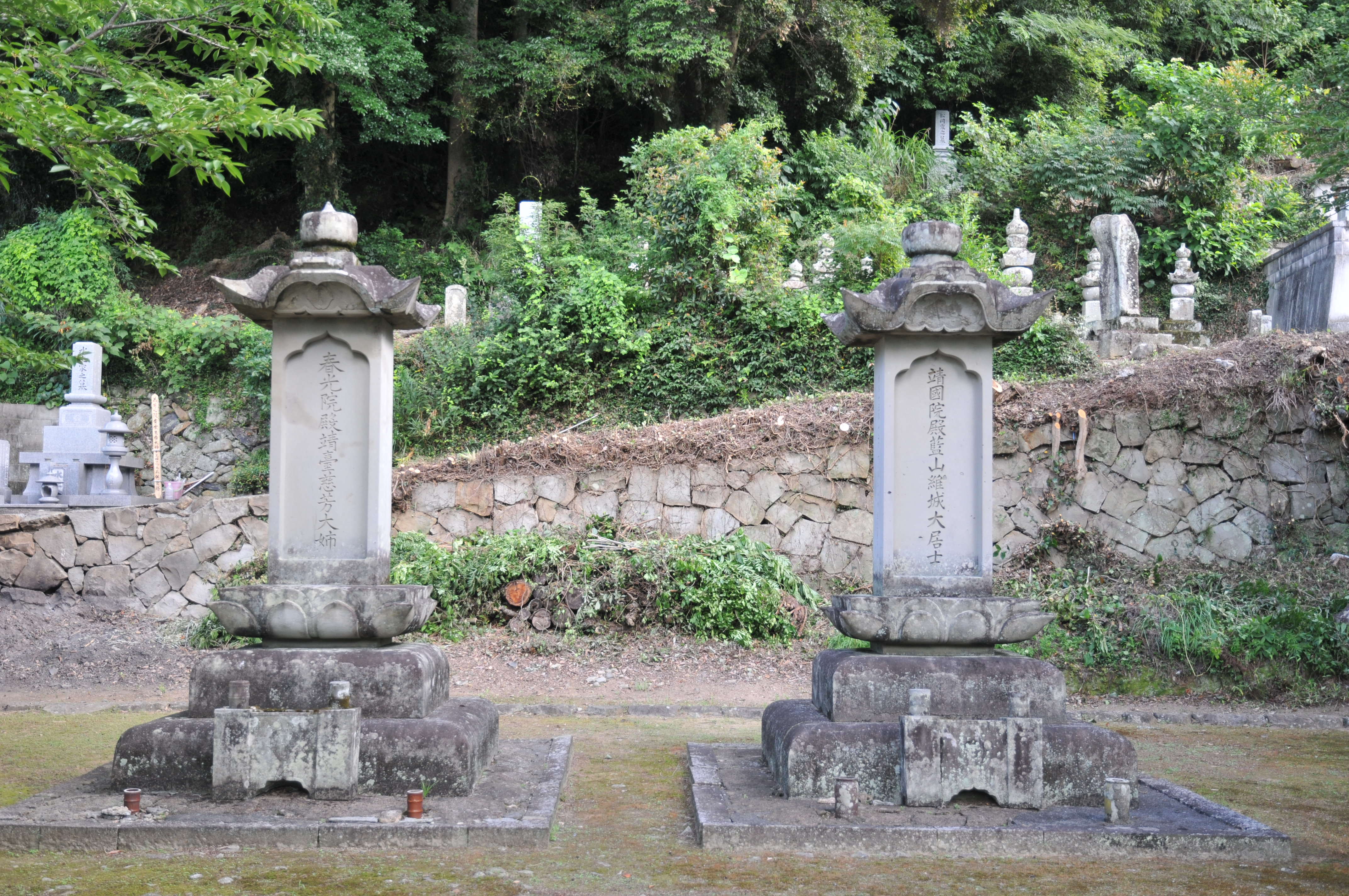
伊達宗城夫妻の墓
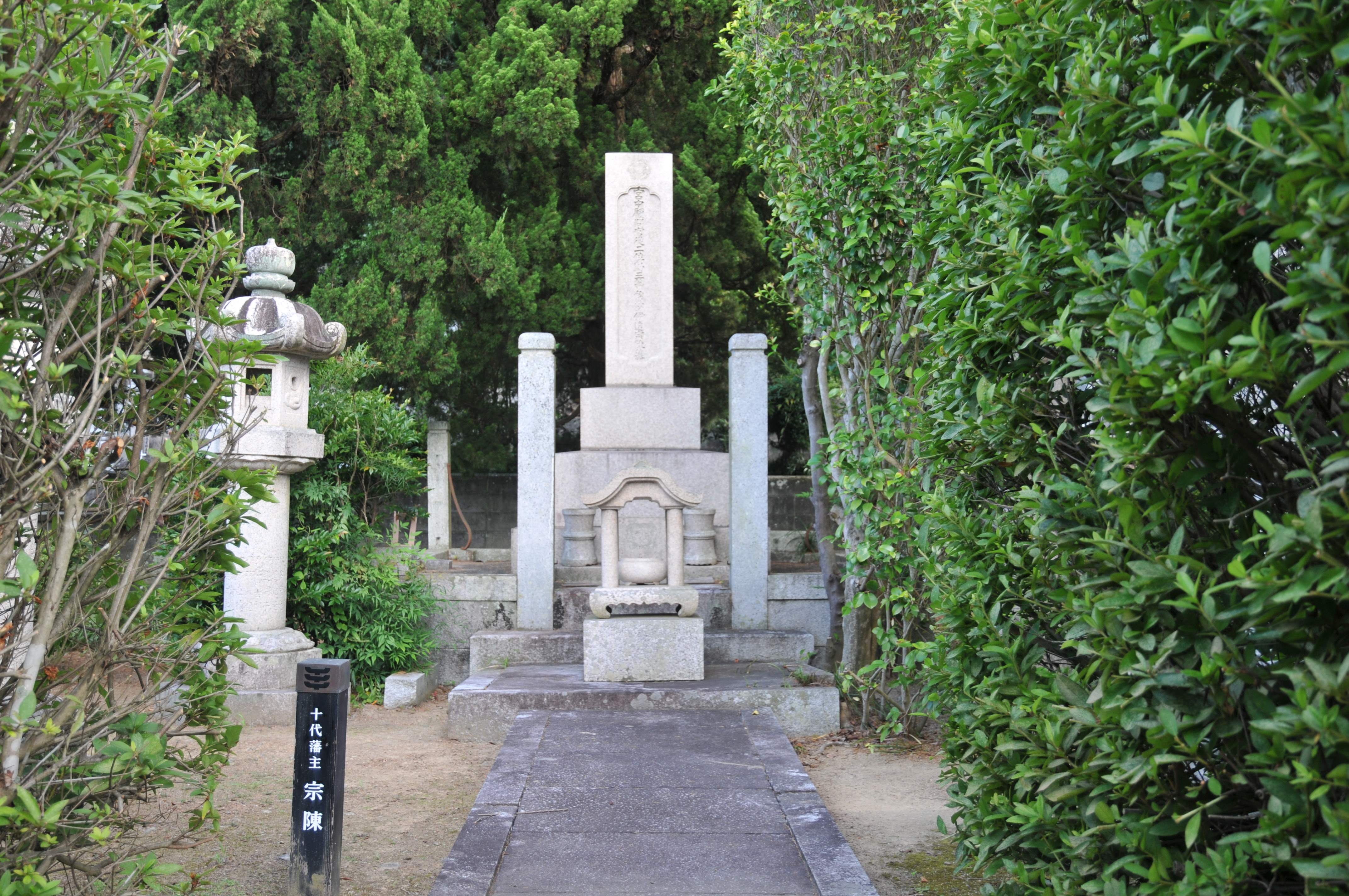
伊達宗陳の墓

## 文化財

### 愛媛県指定文化財（記念物・史跡）
伊達秀宗の墓
伊達家初代藩主伊達秀宗と殉死した家臣の墓4基の墓と共に県史跡に指定されている。向かって左に、秀宗墓の隣から江戸藩邸で殉死した近臣の宮崎八良兵衛と高島太良右衛門の墓が順に並ぶ。向かって右は、秀宗墓の隣から宇和島で殉死した近臣の神尾勘解由と御小人の渡辺藤左右衛門の墓が並んでいる。同時に大隆寺にある夫人亀姫の墓も指定されている。昭和40年（1965年）12月24日指定。
伊達宗城と夫人猶子の墓
向かって右に8代藩主宗城と、左に正室で鍋島斉直の娘・猶子（益子）の墓が並んでいる。昭和44年（1969年）2月12日指定。

### 宇和島市指定記念物（史跡）
宇和島藩主伊達家墓所
大隆寺にある墓所と共に昭和36年（1961年）11月3日に指定。
桑折宗臣の墓
伊達秀宗の四男で家老職を務めた桑折宗臣の墓。西墓所に隣接する墓所にある。昭和38年（1963年）2月11日指定。